# Charles-Antoine Chabanon de Maugris
Charles-Antoine Chabanon de Maugris (Saint-Domingue, 1736 - París, 19 de novembre de 1780), fou un poeta i compositor francès. Era germà del literat i musicògraf Michelle Paul Guido de Chabanon (1730-1792).
Junt amb els seus germans es traslladà a França ingressant com a guàrdia-marina en el departament de Rochefort, ascendint fins a aconseguir el comanament d'una bateria en l'illa d'Oléron, veient-se al cap de poc temps obligat a deixar la carrera per la seva escassa salut. Es dedicà a l'estudi de les matemàtiques amb Bezout i D'Alemebert, presentant una Memòria a l'Acadèmia amb el títol de Un problème de dynamique (1763, t. IV).
Retornà a Saint-Dominique per a tenir cura dels interessos de la seva família, on es casà, i de tornada a França s'ocupà escrivint diversos treballs literaris, dels que publicà una traducció en vers francès del tercer llibre de les Odes d'Horace (1773) i els llibrets de dos balls: Philémon et Baucis (1774), en un acte, i Alexis et Daphné (1775), també en un acte, amb dos amb música de Gossec.